# Laç
Laç er en by i det nordvestlige Albanien, tidligere hovedby i præfekturet Lezhë men den rolle blev i 2015 overtaget af Kurbin. . Byen har mere end 17.086(2011) indbyggere. Byen var tidligere hovedby i distriktet Kurbin.